# Phare du Cap Guardafui
 (décembre 2023).
La mise en forme du texte ne suit pas les recommandations de Wikipédia : il faut le « wikifier ».
Les points d'amélioration suivants sont les cas les plus fréquents. Le détail des points à revoir est peut-être précisé sur la page de discussion.
- Les titres sont pré-formatés par le logiciel. Ils ne sont ni en capitales, ni en gras.
- Le texte ne doit pas être écrit en capitales (les noms de famille non plus), ni en gras, ni en italique, ni en « petit »…
- Le gras n'est utilisé que pour surligner le titre de l'article dans l'introduction, une seule fois.
- L'italique est rarement utilisé : mots en langue étrangère, titres d'œuvres, noms de bateaux, etc.
- Les citations ne sont pas en italique mais en corps de texte normal. Elles sont entourées par des guillemets français : « et ».
- Les listes à puces sont à éviter, des paragraphes rédigés étant largement préférés. Les tableaux sont à réserver à la présentation de données structurées (résultats, etc.).
- Les appels de note de bas de page (petits chiffres en exposant, introduits par l'outil «  Source ») sont à placer entre la fin de phrase et le point final[comme ça].
- Les liens internes (vers d'autres articles de Wikipédia) sont à choisir avec parcimonie. Créez des liens vers des articles approfondissant le sujet. Les termes génériques sans rapport avec le sujet sont à éviter, ainsi que les répétitions de liens vers un même terme.
- Les liens externes sont à placer uniquement dans une section « Liens externes », à la fin de l'article. Ces liens sont à choisir avec parcimonie suivant les règles définies. Si un lien sert de source à l'article, son insertion dans le texte est à faire par les notes de bas de page.
- La présentation des références doit suivre les conventions bibliographiques. Il est recommandé d'utiliser les modèles {{Ouvrage}}, {{Chapitre}}, {{Article}}, {{Lien web}} et/ou {{Bibliographie}}. Le mode d'édition visuel peut mettre en forme automatiquement les références.
- Insérer une infobox (cadre d'informations à droite) n'est pas obligatoire pour parachever la mise en page.

Pour une aide détaillée, merci de consulter Aide:Wikification.
Si vous pensez que ces points ont été résolus, vous pouvez retirer ce bandeau et améliorer la mise en forme d'un autre article.
Le phare du Cap Guardafui aussi nommé Phare de Francesco Crispi est située au cap Guardafui à 50 kilomètres de la ville d'Alula dans la province du Pount. Inauguré en 1924, il est le plus vieux bâtiment de ce type en Somalie et fait figure du passé colonial du pays. En effet sa conception et sa création remontent à l'époque où le pays était une colonie du royaume d'Italie. De plus, sa forme en fasces est une référence directe au Parti national fasciste et le phare est parfois baptisé phare de Mussolini.

## Histoire

### Un long processus de construction
Située sur un axe commercial stratégique dès l'ouverture du canal de Suez en novembre 1869, la corne de l'Afrique voit alors passer un grand nombre de bateaux en provenance de l'océan Indien pour continuer leurs routes en mer Rouge. Le territoire, appartenant à la Grande-Bretagne, est le témoin de nombreux naufrages et de catastrophes maritimes. En témoigne par exemple l'accord informel que les Anglais ont passé avec le roi Osman Mahamuud pour sauver les équipages britanniques. Les récits de ces naufrages sont présents dans une grande proportion dans les nombreux rapports maritimes. Lors d'une correspondance, Charles Iverson Graves écrit à sa femme le 22 mai 1878 que les Somaliens lui ont dit qu'ils attendaient l'arrivée de "au moins deux ou trois navires durant l'été". De même, alors que Frederick Mercier Hunter rapporte sept accidents entre juin 1870 et juillet 1874, la nécessité d'un phare se fait de plus en plus pressante. Voici une liste exhaustive des navires connus s'étant échoués sur le cap en l'absence du phare:
- Memnon, 1843[5]
- S.S. Parnassus, 1872[6]
- S.S. Singapore, 1873[6]
- S.S. Kwangchow, 1873[7]
- S.S. Overljssel, 1879[8]
- S.S. Jeddah, 1880[9]
- S.S. Dalmatia, 1885[10]
- S.S. Willingdale, 1885[11]
- S.S. Cashmere, 1887[12]
- Chodoc, 1905[13]

Dans un rapport du lieutenant-colonel Graves, une autre préoccupation force la précipitation de la construction d'un phare : celui des dangers des pillages et des attaques à l'entrée et à la sortie du golfe d'Aden. En effet, dans une note de 1878, on peut lire que près du cap Guardafui se trouve un "Cheik qui, très renommé dans le pays, fait jour et nuit, pendant la mauvaise saison, des prières au Bon Dieu pour qu'il leur envoie des navires chrétiens [...] parce qu'ils sont toujours plus richement chargés que les autres".
Une autre difficulté de la construction d'un tel phare était, après son prix, le sujet de questions techniques et logistiques. En effet, cette zone de la Somalie n'est que très peu habitée si ce n'est par les Somaliens qui profitent des naufrages. Il faut donc, avec un phare, prévoir une garnison militaire permanente ainsi qu'un moyen d'approvisionner les personnes sur place.
Cependant, les Anglais ne procèdent pas à la construction d'un phare et cèdent le territoire à l'Italie le 5 mai 1894 qui devient une colonie en 1905. Dans une note au sous-secrétaire aux affaires étrangères, James Weir demande que la construction d'un phare soit mise en œuvre en 1902. Le gouvernement italien est alors contacté mais les désaccords entre les compagnies navales britanniques ainsi que le coût insupportable pour l'Italie seule condamnent le projet,.

### La construction et l'actualité du phare
Construit enfin en 1924 avec une station de radio, le phare n'est pas celui que l'on connait aujourd'hui. En effet, il ne s'agit que d'une simple tourelle en métal d'une hauteur de 15 mètres. Les modifications pour le transformer en tour de pierre de 19 mètres ne prendront effet qu'en 1930.
Sur le phare, une plaque de bronze porte l'inscription suivante:

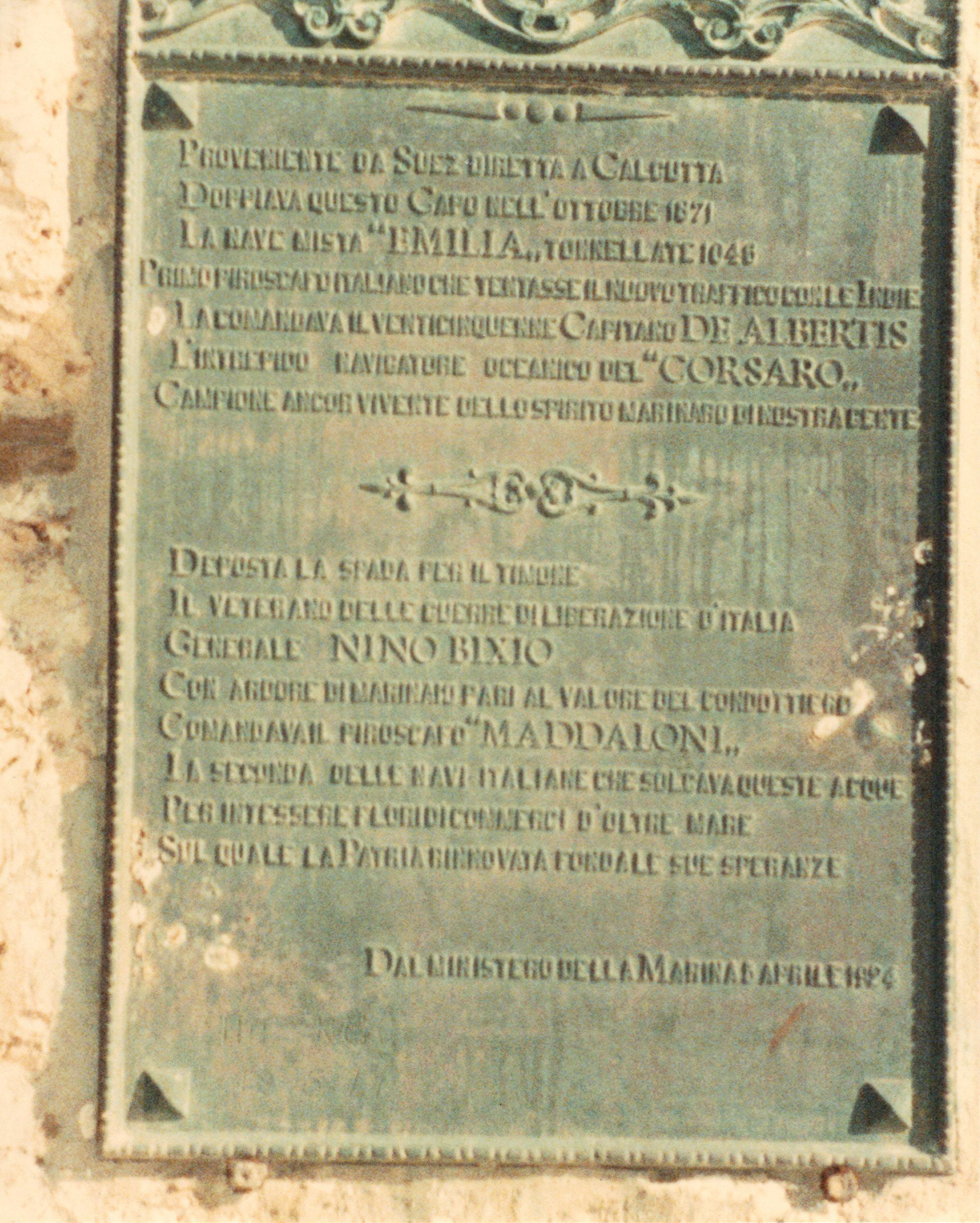
Plaque du phare

Doppiava questo Capo nell’ottobre 1871

La nave mista “Emilia”, tonnellate 1046.

Primo piroscafo italiano che tentasse il nuovo traffico con le Indie.

La comandava il venticinquenne Capitano DE ALBERTIS.

l’intrepido navigatore oceanico del “CORSARO”

Campione ancora vivente dello spirito marinaro di nostra gente

–

Deposta la spada per il timone

Il Veterano delle guerre di liberazione d’Italia

Generale NINO BIXIO

Con ardore di marinaio pari al valore del condottiero

Comandava il piroscafo “MADDALONI”

La seconda delle navi italiane che solcava queste acque

Per interesse e floridi commerci d’oltre mare

Sul quale la Patria fondò le sue speranze.

Dal Ministero della Marina, aprile 1924. »
Désactivé en 1957, le phare est aujourd'hui en abandon total après le départ des Italiens et les guerres successives qui frappent la Somalie.